# Kastell Unterböbingen
Das Kastell Unterböbingen ist ein ehemaliger römischer Garnisonsort, dessen Reste heute im Osten des Gemeindegebiets von Böbingen an der Rems im Ostalbkreis in Baden-Württemberg liegen. Das für eine Kohorte bemessene Lager wurde nahe dem Südufer der Rems zur Sicherung des nicht weit entfernten Rätischen Limes errichtet, der 2005 zum UNESCO-Weltkulturerbe erhobenen worden ist.

## Lage

Lageplan (1892–1894)

Grundriss und Geländeprofile (1892–1894)

Die Anlage wurde unter geschickter Ausnutzung des Geländes auf einem erhöhten Geländesporn über dem Südufer der Rems errichtet. Während südöstlich das Gelände auf rund 446 Höhenmeter ansteigt, fällt es westlich ins Tal des Klotzbachs ab, der unterhalb des Kastells in den hier von Osten nach Westen fließenden Fluss Rems mündet. Vom Kastell aus konnte der nördlich auf den Höhen über dem Remstal laufende Limes teilweise direkt eingesehen werden, denn westlich der Befestigung fällt die Rätische Mauer von Westen kommend, ohne Rücksicht auf das Gelände zu nehmen, steil ins Remstal ab, knickt dort sanft in nordöstliche Richtung und steigt wieder die Höhen hinauf. Insgesamt konnte die Garnison von Unterböbingen rund 20 Limestürme an einer Strecke von 15 Kilometern zwischen dem westlichen Herlikofen bis zum Kolbenberg im Osten überwachen.

## Forschungsgeschichte
Durch den Flurnamen „Bürgle“ bezeugt, scheint das Wissen um eine alte Befestigung an diesem Ort nie ganz vergangen zu sein. Bei ersten Grabungen 1885 und im Herbst 1886 durch den pensionierten Generalstabschefs des württembergischen Heeres, Eduard von Kallée, wurde Unterböbingen als Kastellplatz erkannt und 1892 durch Major Heinrich Steimle im Auftrag der Reichs-Limeskommission (RLK) untersucht. Dadurch konnten wertvolle Ergebnisse für die Zukunft gesichert werden, denn zwischen 1930 und 1935 wurde die Praetentura (Vorderlager) einschließlich der zum Stabsgebäude gehörenden großen Mehrzweckhalle durch Steinbrucharbeiten zerstört, um Schotter für den Straßenbau zu gewinnen. Da in diesem Bereich vor der Zerstörung keine Nachuntersuchungen mehr stattfinden konnten, sind viele Fragen offengeblieben.
Die noch übriggebliebenen Reste des Kastells wurden im Frühjahr und Sommer 1973 durch das Landesdenkmalamt Baden-Württemberg, Abteilung Bodendenkmalpflege, unter der Leitung von Dieter Planck großflächig untersucht, bevor hier die weitgehende Überbauung und der damit verbundene Verlust dieser antiken Stätte einsetzte. 1975 konnten während einer Grabung größere Teile der Zivilsiedlung mit einer wahrscheinlichen Straßenstation untersucht werden, bevor auch hier historischen Befunde endgültig vernichtet wurden. 1978 kamen die Ausgräber erneut. Ein bereits 1885/86 und 1892 untersuchtes Gelände, auf dem ein Tempel stand, musste 1981 nachuntersucht werden, da es von der Gemeinde Böbingen für den Bau einer Halle verplant worden war.

## Baugeschichte
Das Kastell entstand aufgrund der Vorverlegung des Alblimes in das Remstalgebiet. Wie dendrochronologische Untersuchungen an bzw. bei der Limespalisade im Rotenbachtal nahe dem Kleinkastell Kleindeinbach sowie im westlichen Schwabsberg zeigen, ist der rätische Grenzausbau in diesem Bereich um die Mitte der 160er Jahre n. Chr. vonstattengegangen. Die für den Palisadenbau benötigten Truppen müssen somit bereits einige Jahre früher ihre Lager errichtet haben. Unterböbingen wurde vom Kastell Aalen aus mitverwaltet. Durch die besonders im 20. Jahrhundert erfolgten Zerstörungen sind wesentliche Teile der Böbinger Antike verloren.

### Umwehrung

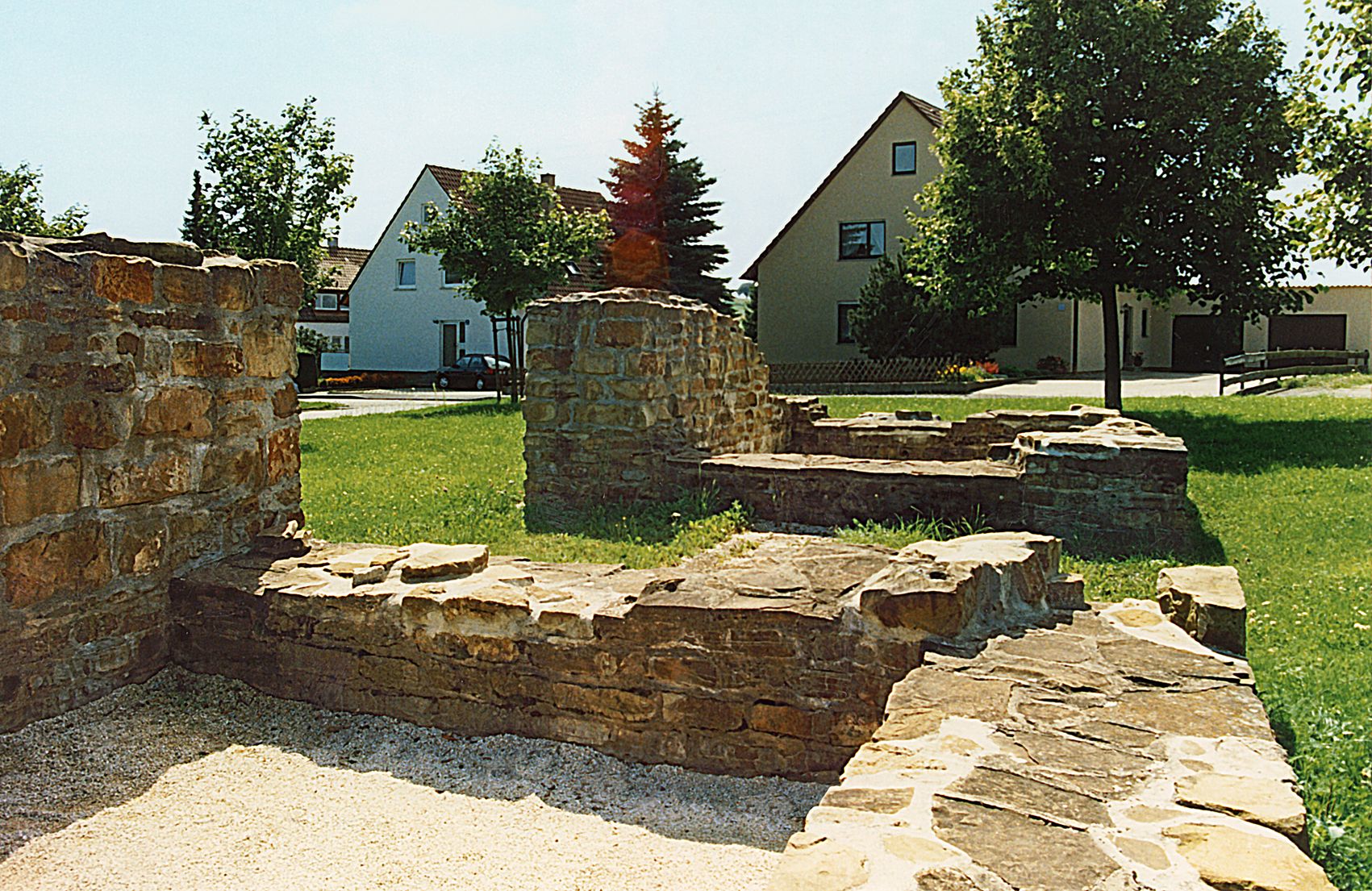
Die einspurige Porta decumana

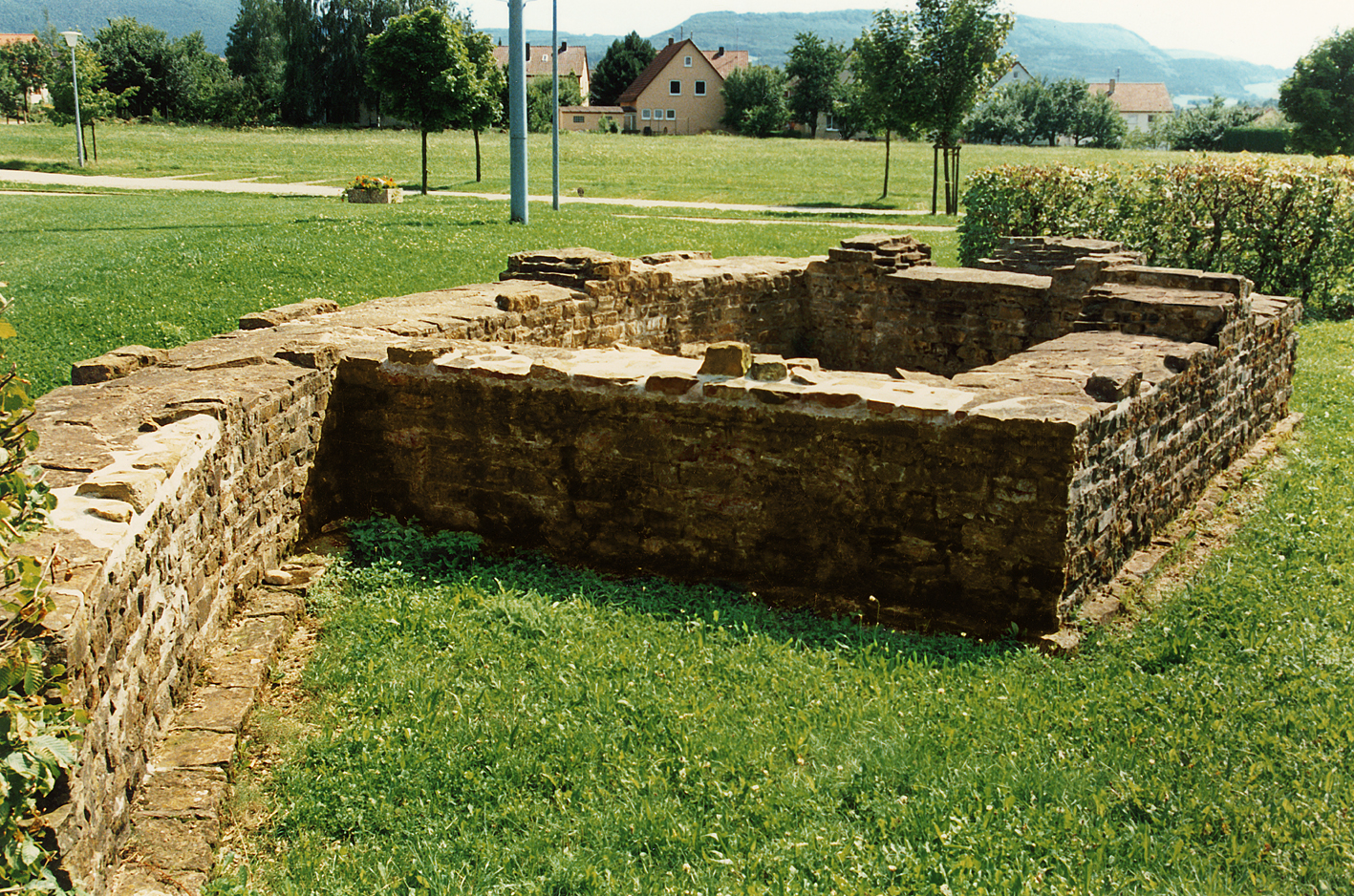
Die südöstliche Kastellecke

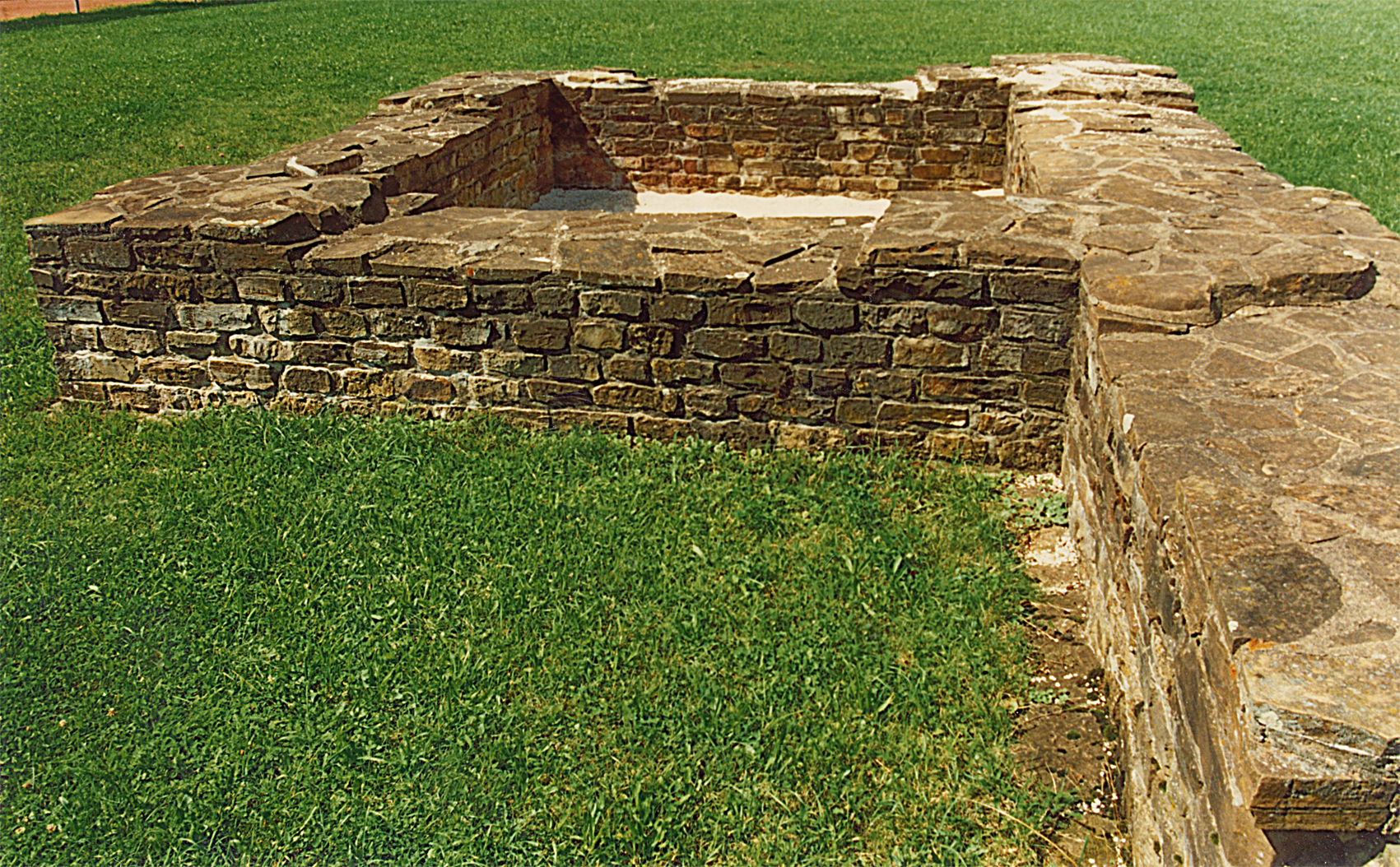
Restaurierter Zwischenturm der Ostmauer

Das Bauwerk wurde direkt auf einer Naturfelsplatte errichtet, was einige besondere Befunde ermöglichte. Klar unterscheidbare Bauphasen konnten nicht festgestellt werden. Das Kastell wurde in annähernder Süd-Nord-Ausrichtung errichtet. Die Prätorialfront, das heißt die dem Feind zugewandte Wehrmauer, stand somit im Norden und orientierte sich am Limesverlauf auf der gegenüberliegenden Remstalseite. Die Anlage umschloss mit ihren an den Ecken abgerundeten, 1,2 Meter breiten Wehrmauern (Spielkartenform) ein rechteckiges Areal von 148 × 135 Metern (= rund 2 Hektar). Dem üblichen Aufbau ihrer Zeit folgend, besaß sie vier Tore, die von je zwei Tortürmen flankiert wurden. Während die Porta principalis sinistra (hier: Westtor) und die Porta principalis dextra (hier: Osttor) je zwei Durchfahrten besaß, konnte an der rückwärtigen Porta decumana (hier: Südtor) nur eine einspurige Zufahrt festgestellt werden. Von der mittig in die Prätorialfront gesetzten Porta praetoria blieb nur der 4,475 Meter breite Ostturm erhalten. Die noch auszumachenden ebenerdigen Turmzugänge hatten eine Breite von zwei Metern. Am Westtor wurde zu irgendeinem Zeitpunkt die südliche Tordurchfahrt offensichtlich zugemauert. Ein ähnlicher Befund konnte auch am Westtor des Kastells Pfünz gemacht werden. Sowohl in den vier Ecken, in denen je ein trapezförmiger Turm stand, als auch in der Retentura, dem rückwärtigen Lagerteil, konnte an der westlichen und östlichen Längsseite je ein rechteckiger Turm ausgemacht werden. Alle Türme waren an die Mauer gelehnt errichtet worden. Am südöstlichen Eckturm und am östlichen Zwischenturm konnte Fischgrätmauerwerk (Opus spicatum) nachgewiesen werden. Es wird diskutiert, ob rechteckige Fundamente an der Kastellmauer Geschütztürme gewesen sein könnten. Dazu zählt in Unterböbingen ein Mauerkarree, das direkt neben dem Nordwestturm an der Prätorialfront errichtet worden ist. Als Besonderheit waren mindestens drei acht Meter breite Spitzgräben, die das Lager als Annäherungshindernis umgaben, in den anstehenden Fels geschlagen.

### Innenbebauung
Am Schnittpunkt der beiden Kastellhauptachsen, im Inneren der Anlage, dort wo sich die beiden Lagerhauptstraßen Via principalis und Via praetoria kreuzten, befand sich die große, quer über der Via Principalis liegende 57,40 × 16 Meter große Mehrzweckhalle der Kaserne mit den sich dahinter im Karree anschließenden Räumen der Principia, dem Stabsgebäude. Die Dienst- und Verwaltungsräume dieses Hauses waren um einen rechteckigen, säulenumgebenen Innenhof gegliedert. Die rückwärtigen Zimmer, mindestens drei davon heizbar, lagen rechts und links des mittig in den Principia angeordneten Fahnenheiligtums (Aedes principiorum). Mit seiner halbrunden Apsis ragte das Heiligtum aus der Rückwand des Stabsgebäudes heraus. Die Ausgestaltung des Heiligtums mit halbrunden Apsiden ist in den Kastellen der germanischen Provinzen erst seit Mitte des 2. Jahrhunderts üblich geworden. Westlich an das Stabsgebäudes angebaut und dessen Längsseite folgend, wurde das Horreum, der Speicherbau, ergraben, dessen Fußböden auf Steinpfeilern lagen. Östlich befand sich das Prätorium, das Wohnhaus des Lagerkommandanten, das nur teilweise in Holzbauweise errichtet worden war. Jene Räume, die heizbar waren, waren in Steinbauweise ausgeführt. Die auf einem massiven Fundament stehenden Zimmer sind offenbar als Bad des Hauses anzusprechen. Zwei der Räume waren heizbar, der östliche Bereich mit einer Apsis konnte als Kaltbad (Frigidarium) angesprochen werden. Da der Steinraub sehr intensiv gewesen ist, waren einige Befunde nicht zweifelsfrei zu erkennen. Die Forschung konnte noch ein weiteres Steingebäude orten, das im östlichen Teil der Praetentura, des rückwärtigen Lagerbereiches, lag. Die eigentliche Zuordnung dieses als „Baracke“ bekannt gewordene Bauwerks bleibt jedoch unbekannt, da es in den 1930er Jahren während der Steinbrucharbeiten zerstört wurde. Die RLK konnte unter der „Baracke“ Überreste verbrannter Holzbauten erkennen. In der Retentura konnte entlang der Via sagularis (Lagerringstraße) ein ebenfalls in die Felsbank gehauener Abwasserkanal (Cloaca) freigelegt werden, der südlich des südöstlichen Eckturms in den innersten Spitzgraben abfloss. Dieser Kanal barg wichtige Kleinfunde. Die Forscher schlossen aufgrund einer Brandschicht im Bereich von Horreum und Principia auf ein gewaltsames Ende Unterböbingens.
Fundgut
Neben weiteren Funden sind 1973 Fibeln, Münzen, ein silberner Löffel, der vergoldete Buchstabe einer Inschrift, militärische, in Durchbruchstechnik verzierte Gürtelbeschläge, Teile von Pferdegeschirren sowie der bronzene Daumen einer überlebensgroßen Panzerstatue, die wohl einen Kaiser darstellte, aus dem Kastellbereich zu erwähnen. Aus der Praetentura stammt das Bruchstück eines bronzenen Militärdiploms, das sich jedoch nicht mehr eindeutig datieren lässt. Die Forschung ordnet es dennoch in die erste Hälfte des 2. nachchristlichen Jahrhunderts ein.
Eine vier Zoll hohe römische Bronzefigur wurde bereits in der Vergangenheit im Kastell gefunden, gilt aber schon sehr lange als verschollen. Heute gehört eine 1926 aufgefundene, hervorragend erhaltene bronzene Jupiter-Statuette zu den bedeutenden Funden. Die 11,8 Zentimeter hohe Figur wurde elf Kilometer unterhalb von Unterböbingen aus dem Schotter der Rems geborgen. Ob auch Jupiter aus dem Kastell stammt, oder wie der 1962 geborgene Mars (siehe weiter unten) dem Lagerdorf zuzuordnen ist, bleibt unbekannt.

## Kastellbad
Das Militärbad (Balineum), das auch den Bewohnern des Dorfes zur Verfügung stand, konnte 1978 nördlich des Kastells auf einer Hochterrasse am Remstalrand ausgemacht werden. In seinem Schutt fand sich ein gut erhaltener bronzener Jochaufsatz.

## Vicus, Mansio und Tempel
Der Vicus, das zivile Lagerdorf, dehnte sich südlich, südöstlich und östlich der Garnison aus. 80 Meter östlich des Kastells wurden 1975 Wohnhäusern untersucht, wovon eine größere Baugruppe mit vier meist länglichen, rechteckigen Gebäuden möglicherweise eine Mansio, ein Gasthaus mit Herberge und Nebengebäuden war, das südlich der antiken Straße nach Aalen den Reisenden Unterkunft bot. Fast alle Räume waren hypokaustiert, besaßen Glasfenster und waren durch lange Hofmauern voneinander getrennt. An einem der Häuser wurde ein Backofen freigelegt. Aus der Mauerstärke der Fundamente schlossen die Ausgräber darauf, dass die aufgehenden Wände in Fachwerkbauweise errichtet worden waren. Außergewöhnlich im Fundgut waren zahlreiche Glasgefäße sowie in Zweitverwendung verbaute Ziegel, deren Stempel von der im Kastell Schirenhof liegenden Cohors I Raetorum stammten.
Rund 100 Meter im Südosten der südöstlichen Kastellecke wurde 1885/86, 1892 und zuletzt, vor der Überbauung des Geländes, 1981 gegraben. Dabei konnte eine Vielzahl von Pfostengräben und Gruben aufgedeckt werden, die höchstwahrscheinlich einst Teil des frühen Dorfes gewesen waren. Bemerkenswert war ein darüber errichteter, rechteckiger, 13 Meter langer und 9,4 Meter breiter großer Bau mit einer mittig in der östlichen Rückwand liegenden, 4,8 × 2 Meter tiefen rechteckigen Apsis. Durch Steinraub hatten sich nur die untersten Fundamentrollierungen des Gebäudes erhalten. Vor dem Hauptzugang, an der westlichen Stirnwand, befand sich ein in Holzbauweise errichteter Portikus, von dem sich die vier Pfostenlöcher der tragenden Balken erhalten hatten. Nach dem Befund bildete dieser Portikus eine 2 × 9,4 Meter große Vorhalle. Aufgrund des schlechten Erhaltungszustandes konnte der westliche, in der Mitte des Bauwerks befindliche Hauptzugang nur durch eine Pfostengrube und einen rechteckig zugehauenen Sandstein lokalisiert werden. An der Südwand des Bauwerks befand sich ein angebauter, heizbarer, 4,4 × 5 Meter großer Nebenraum, der in der Flucht der Hauptfassade stand. In einer zweiten Bauphase war dieses Zimmer um drei Meter nach Osten erweitert worden, so dass der von Osten her weiterhin heizbare Raum nun 7 × 5 Meter groß war.
Die Ausgräber sind sich über den kultischen Hintergrund dieses Bauwerks einig, zumal es weitere architektonisch gleiche Tempelbefunde aus den germanischen und der britannischen Provinz gibt. Die wichtigsten der zahlreichen Funde aus diesem Tempel sind mit Fäden bezogene Glasfläschchen, ein Silberlöffel, Waffen, eine Bronzeplatte auf der sich noch der menschliche Fuß einer Statuette erhalten hatte, sowie der Kopf einer weiblichen Steinplastik, der außerhalb des Tempels 1981 bei Planierungsarbeiten aus dem Boden kam. Durch die Analyse des Fundmaterials konnte der Bau in die zweite Hälfte des 2. Jahrhunderts datiert werden.
Von den weiteren Funden aus dem Lagerdorf ist besonders eine vollständig erhaltene Bronzestatuette eines nackten, behelmten Kriegsgottes Mars zu erwähnen, die 1962 rund 110 Meter südöstlich der Porta decumana geborgen worden ist und überregional bekannt wurde. Das 19,4 Zentimeter hohe Figürchen wird in das 2./3. Jahrhundert n. Chr. datiert. Mit dem Mars kamen noch weitere Gegenstände aus Eisen aus dem Boden.
Bei Bauarbeiten kamen offenbar einige nicht näher dokumentierte Brandgräber westlich des Kastells am Osthang des Schlierbaches ans Licht. Das eigentliche zum Siedlungsort und Kastell gehörende Brandgräberfeld konnte indes bis heute nicht entdeckt werden.

## Truppe

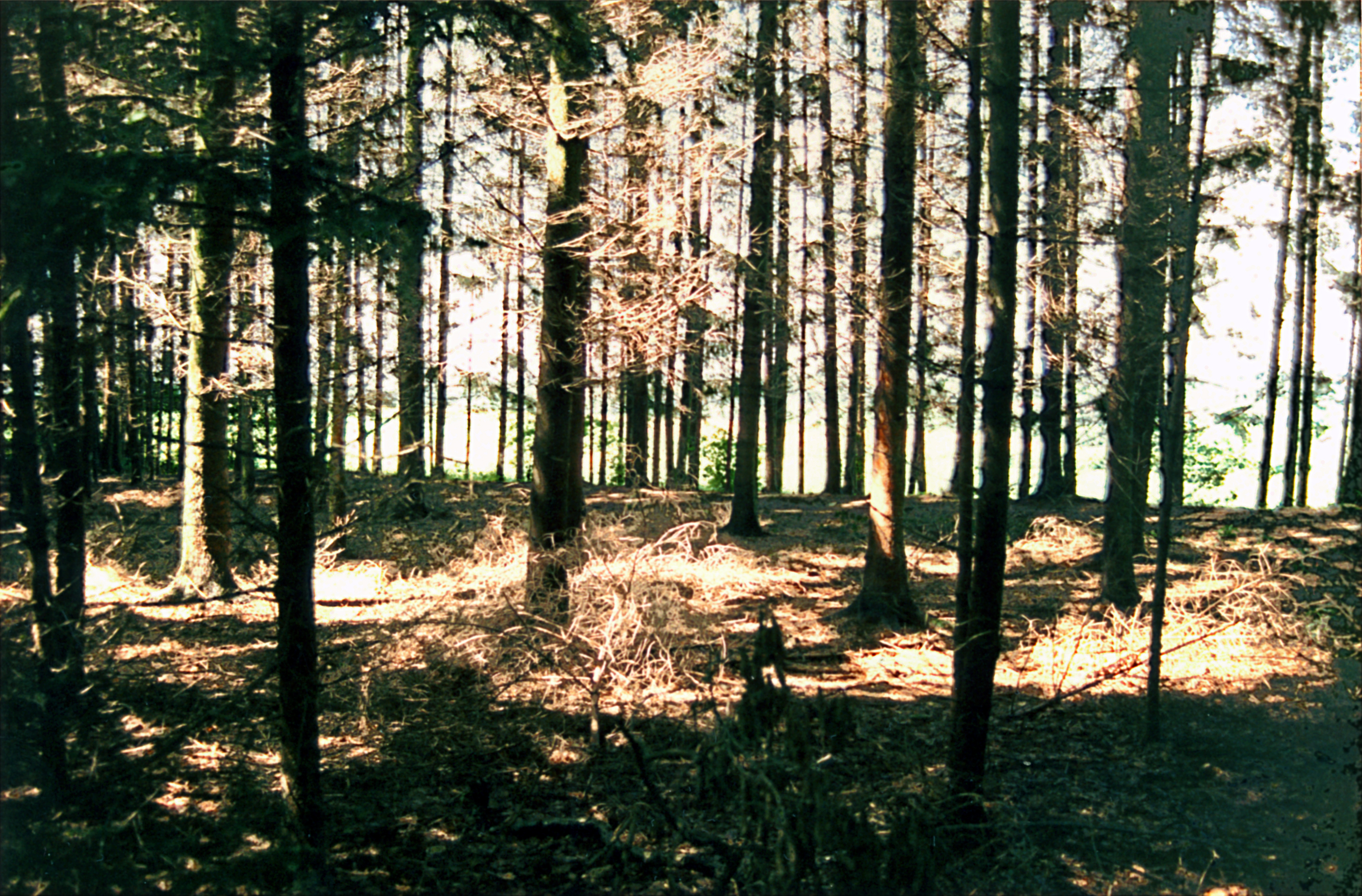
Der guterhaltene Limeswall bei Wp 12/46, nordwestlich von Unterböbingen.

Die Kohorte, welche einst die Garnison belegte, ist aufgrund fehlender schriftlicher Zeugnisse vor Ort unbekannt geblieben, nach der Größe des Lagers handelte es sich aber um eine rund 500 Mann starke Kohorte regulärer Hilfstruppen. Der Archäologe Hans Ulrich Nuber (1940–2014) vermutete die Cohors VI Lusitanorum, was sich jedoch bis heute nicht nachweisen lässt. Ob die in Unterböbingen stationierte Truppe also eine reine Infanterieeinheit oder, was im Vergleich mit anderen Limeskastellen wahrscheinlicher ist, eine teilberittene Kohorte war, bleibt offen. Es wurde vermutet, dass diese unbekannte Einheit zuvor im Kastell Urspring beheimatet war. Urspring ist zur Befestigung des Alblimes errichtet worden und wurde nach der Vorverlegung der Grenze ins Remstalgebiet aufgelassen.
Das in der nordöstlichen Pratentura bei einer Baracke, 28 Meter hinter der Nordfront aufgefundene, noch 41 Millimeter hohe und 34 Millimeter breite Bruchstück eines Militärdiploms, gibt in seinem überlieferten Zustand keine Auskunft mehr über die Truppe:
Stro[bilo ?
Descri]pt(um) et recog[nit (um) ex tabula aenea, quae f]ix(a) est Rom(ae) in [muro post templum divi] Aug(usti) [ad Minervam].
Übersetzung:
Strobilus (?) … Überprüft und beglaubigt nach der bronzenen Tafel, die in Rom an der Mauer hinter dem Tempel des vergöttlichten Augustus beim Minervatempel angeschlagen ist.
Strobilus war der Name des Soldaten, der das Diplom, wahrscheinlich nach 134 n. Chr., bei seinem Austritt aus der römischen Armee nach 25-jähriger Dienstzeit erhalten hat.

## Fundverbleib
Viele Funde aus Kastell und Vicus wie das Militärdiplom befinden sich heute im Landesmuseum Württemberg im Alten Schloss in Stuttgart und im Limesmuseum Aalen. Die Jupiter-Statuette ist im „Museum im Prediger“ in Schwäbisch Gmünd zu besichtigen.

## Denkmalschutz
Das Kastell Unterböbingen und die erwähnten Bodendenkmale sind als Abschnitt des Obergermanisch-Rätischen Limes seit 2005 Teil des UNESCO-Welterbes. Außerdem sind die Anlagen Kulturdenkmale nach dem Denkmalschutzgesetz des Landes Baden-Württemberg (DSchG). Nachforschungen und gezieltes Sammeln von Funden sind genehmigungspflichtig, Zufallsfunde an die Denkmalbehörden zu melden.